# دوك في
دوك في هي لعبة أكشن-مغامرات عالم مفتوح من تطوير شركة بيرل أبيس،تم عرض مقطع دعائي للعبة في غيمز كوم 2021.